# Ернст-Ульріх Брюллер
Ернст-Ульріх Брюллер (нім. Ernst-Ulrich Brüller; 23 вересня 1917, Оппельн — 28 лютого 1997) — німецький офіцер-підводник, капітан-лейтенант крігсмаріне.

## Біографія
3 квітня 1936 року вступив на флот. В січні-лютому 1941 року — командир підводного човна U-7, з 21 березня по 23 вересня 1941 року — U-23, з 18 грудня 1941 по 14 січня 1944 року — U-407, на якому здійснив 8 походів (разом 240 днів у морі).
Всього за час бойових дій потопив 1 корабель водотоннажністю 19 627 тонн і пошкодив 2 кораблі загальною водотоннажністю 17 900 тонн.
| Дата              | Назва корабля                       | Тип                | Тоннаж | Вантаж | Екіпаж | Загинули | Країна             | Конвой |
| ----------------- | ----------------------------------- | ------------------ | ------ | ------ | ------ | -------- | ------------------ | ------ |
| 11 листопада 1942 | Viceroy of India                    | Десантний корабель | 19,627 | Баласт | 454    | 4        | Британська імперія | Torch  |
| 23 липня 1943     | HMS Newfoundland (59) (пошкоджений) | Легкий крейсер     | 8,800  |        | ?      | 1        | Британська імперія |        |
| 28 листопада 1943 | HMS Birmingham (19) (пошкоджений)   | Легкий крейсер     | 9,100  |        | ?      | 27       | Британська імперія |        |

## Звання
- Кандидат в офіцери (3 квітня 1936)
- Морський кадет (10 вересня 1936)
- Фенріх-цур-зее (1 травня 1937)
- Оберфенріх-цур-зее (1 червня 1938)
- Лейтенант-цур-зее (1 жовтня 1938)
- Оберлейтенант-цур-зее (1 жовтня 1940)
- Капітан-лейтенант (1 квітня 1943)

## Нагороди
- Залізний хрест
  - 2-го класу (15 квітня 1940)
  - 1-го класу (16 листопада 1940)
- Нагрудний знак підводника (8 липня 1940)
- Бронзова медаль «За військову доблесть» (Італія) (29 березня 1943)
- Фронтова планка підводника в бронзі (17 жовтня 1944)